# پاراوانی
پاراوانی (گرجی: ფარავანი) رودخانه‌ای در جنوب گرجستان است. درازای آن ۷۴ کیلومتر (۴۶ مایل) است و دارای حوضه زهکشی ۲٬۳۵۰ کیلومتر مربع (۹۱۰ مایل مربع) است. رود پاراوانی خروجی دریاچه پاراوانی است. این رود شاخه سمت راست کورا (متکواری) است که در روستای خرتویسی به آن می‌پیوندد.